# Riley Armstrong
Riley Armstrong (* 8. November 1984 in Saskatoon, Saskatchewan) ist ein ehemaliger kanadischer Eishockeyspieler sowie derzeitiger -trainer und -funktionär, der im Verlauf seiner Karriere zwischen 2004 und 2016 hauptsächlich in den nordamerikanischen Minor Leagues und in zahlreichen europäischen Ligen aktiv gewesen ist, aber auch zwei Spiele für die San Jose Sharks in der National Hockey League bestritten hat. Sein älterer Bruder Colby Armstrong ist ebenfalls Eishockeyspieler.

## Karriere
Armstrong begann seine Karriere in der Saison 2001/02 in den unterklassigen kanadischen Juniorenligen Saskatchewans. Zur Spielzeit 2002/03 wechselte er in die Western Hockey League zu den Kootenay Ice. Nach 65 Partien und 16 Scorerpunkten in seiner Rookiesaison verließ der Stürmer das Team und wechselte nach nur einem Jahr innerhalb der Liga zu den Everett Silvertips. Dort konnte er seine Punktausbeute aus dem Vorjahr mit 44 Punkten mehr als verdoppeln.
Da Armstrong nie in einem NHL Entry Draft ausgewählt worden war, nahmen ihn im Sommer 2004 die Cleveland Barons, das damalige Farmteam der San Jose Sharks, aus der American Hockey League als Free Agent unter Vertrag. Dort absolvierte er zwei solide Spielzeiten, die aber seine offensiven Defizite mit nur 19 respektive neun Punkten aufzeigten. Aufgrund der Umsiedlung der Barons nach der Saison 2005/06, die nach Worcester im US-Bundesstaat Massachusetts umzogen und in Worcester Sharks umbenannt wurden, wechselte auch Armstrong dorthin. Nach seiner bis dahin besten Saison und einer enormen Leistungssteigerung im Vergleich zu den Vorjahren verlängerten die Sharks seinen Vertrag um ein weiteres Jahr bis zum Ende der Saison 2007/08. Der Power Forward schloss in der Folgesaison nahtlos an die Leistungen an und erreichte 34 Punkte.
Nach einer erneuten Vertragsverlängerung im Sommer 2008 wurde er im Verlauf der Saison 2008/09 erstmals in den NHL-Kader der San Jose Sharks berufen und gab sein NHL-Debüt. Allerdings blieb es bei zwei Einsätzen und er lief weiterhin hauptsächlich in der AHL auf. Trotz seines verbesserten Spiels, das sich vor allem in den Playoffs zeigte, wurde sein auslaufender Vertrag nicht verlängert. Daraufhin unterschrieb er einen Vertrag bei den Calgary Flames. Diese transferierten den Kanadier am 3. März 2010 im Tausch für Andy Delmore zum Ligakonkurrenten Detroit Red Wings, die ihn zunächst zu ihrem Farmteam Grand Rapids Griffins in die AHL schickten. Nachdem der Rechtsschütze im November 2011 für zwei Spiele für die Utah Grizzlies aufgelaufen war, wurde er von der Barys Astana aus der Kontinentalen Hockey-Liga unter Vertrag genommen. Nach nur neun Einsätzen unterzeichnete Kanadier für den Rest der Saison einen Vertrag bei den Augsburger Panthern in der Deutschen Eishockey Liga.
In die Spielzeit 2011/12 startete Armstrong mit den Elmira Jackals aus der ECHL, wurde im November jedoch für vier Wochen an den AHL-Klub Binghamton Senators ausgeliehen. Nach seiner Rückkehr zu den Jackals zog es den Stürmer für den Rest der Saison abermals nach Europa – diesmal zum finnischen SM-liiga-Vertreter Saimaan Pallo. In der folgenden Saison kehrte der Rechtsschütze in die ECHL zu den Utah Grizzlies zurück, wo er das Amt des Kapitäns übernahm. Zur Saison 2013/14 unterzeichnete Armstrong einen Vertrag beim deutschen Zweitligisten EV Landshut und spielte dort mit 64 Scorerpunkten aus 45 Partien die punktbeste Spielzeit seiner Profikarriere. Im Sommer 2015 wechselte der Kanadier zum HC Vita Hästen in die zweitklassige HockeyAllsvenskan und fungierte dort in der Saison 2014/15 als Assistenzkapitän der Mannschaft, bevor er im Dezember 2015 erneut in die DEL2 ging und bei den Heilbronner Falken unterschrieb.
Zur Saison 2015/16 kehrte Armstrong nach Nordamerika zurück und schloss sich zunächst den Utah Grizzlies aus der ECHL an, wurde jedoch noch vor Saisonbeginn innerhalb der Liga zu den Reading Royals transferiert. Im Februar 2016 gab er das Ende seiner aktiven Profilaufbahn bekannt. Anschließend war er von 2016 bis 2018 als Assistenztrainer bei den Wheeling Nailers beschäftigt, ehe er im Jahr 2018 für zwei Spielzeiten die Position des Cheftrainers bei den neu gegründeten Maine Mariners übernahm. In der Saison 2020/21 beschränkte sich Armstrong dort nur noch auf die Ausübung des Assistenzposten des General Managers, die er bereits im Vorjahr zu seinen Aufgaben als Cheftrainer mit übernommen hatte. Zur Spielzeit 2021/22 wurde er als Assistenztrainer bei den Lehigh Valley Phantoms vorgestellt und führte dieses Amt zwei Jahre aus. Innerhalb der Organisation der Philadelphia Flyers, denen die Phantoms angeschlossen waren, stieg er im Sommer 2023 zum Director of Player Development Philadelphias auf.

## Karrierestatistik
(Legende zur Spielerstatistik: Sp oder GP = absolvierte Spiele; T oder G = erzielte Tore; V oder A = erzielte Assists; Pkt oder Pts = erzielte Scorerpunkte; SM oder PIM = erhaltene Strafminuten; +/− = Plus/Minus-Bilanz; PP = erzielte Überzahltore; SH = erzielte Unterzahltore; GW = erzielte Siegtore; 1 Play-downs/Relegation; Kursiv: Statistik nicht vollständig)